# 岩本駅 (石川県)
岩本駅（いわもとえき）は、かつて石川県能美郡辰口町岩本（現：能美市岩本町）に位置していた、北陸鉄道能美線の駅（廃駅）である。

## 歴史
- 1925年（大正14年）6月5日：能美電気鉄道により開業。
- 1939年（昭和14年）8月1日：金沢電気軌道が能美電気鉄道を吸収合併。
- 1941年（昭和16年）8月1日：北陸合同電気（現在の北陸電力）が金沢電気軌道を合併。
- 1942年（昭和17年）3月26日：事業譲渡により北陸鉄道となる。
- 1980年（昭和55年）9月14日：能美線廃止に伴い廃駅。

## 駅構造
片面ホームの1面1線の地上駅であり、木造の簡易待合室を設けていた。終始無人駅だった。
当駅付近にあった採石場から切り出された石材が当駅を介して運搬された頃もあった。

## 現状
- 線路跡のヘルスロードへの整備は隣の灯台笹駅跡までとなっており、当駅跡には達していない。駅があった場所とほぼ同じ位置にバス待合所があるが、当時の駅舎ではない[2]。
- 鶴来方は主要地方道小松鶴来線の移設に伴い、2012年1月以降は線路跡の一部が県道となった。

## 隣の駅
北陸鉄道
能美線
本鶴来駅 - 岩本駅 - 灯台笹駅